# Limenitis coryneta
Limenitis coryneta är en fjärilsart som beskrevs av William Chapman Hewitson 1874. Limenitis coryneta ingår i släktet Limenitis och familjen praktfjärilar. Inga underarter finns listade i Catalogue of Life.